# Franco Varaldo
Franco Varaldo (Savona, 10 dicembre 1906 – Savona, 30 novembre 1991) è stato un politico italiano.

## Biografia
Esponente ligure della Democrazia Cristiana, viene eletto senatore nel 1948.
Fu Alto commissario aggiunto per l'igiene e la sanità pubblica durante il governo De Gasperi VIII e durante il governo Pella fra il 1953 ed il 1954. Inoltre, fu vicepresidente del gruppo parlamentare della DC al Senato durante la II legislatura della Repubblica Italiana, fra il 1955 e il 1958. Conclude il proprio mandato parlamentare nel 1976.
Al di fuori della politica, l’occupazione di Franco Varaldo fu quella di medico chirurgo. In quest’ambito venne eletto, il 7 giugno 1953, Presidente dell’Ordine dei Medici di Savona.
Muore nel 1991, pochi giorni prima di compiere 85 anni.